# 林奇平冰隆
林奇平冰隆（英語：Linchpin Ice Rise），是南極洲的冰隆，位於法利埃海岸，處於米勒冰隆東北面，由英國南極名稱諮詢委員會命名，現時由南極條約體系管理。